# Arnold Nordsieck
Arnold Theodore Nordsieck (* 5. Januar 1911 in Marysville (Ohio); † 19. Januar 1971 in Santa Barbara (Kalifornien)) war ein US-amerikanischer theoretischer Physiker.
Nordsieck studierte an der Ohio State University (Master-Abschluss in Physik 1932) und wurde 1935 bei Robert Oppenheimer an der University of California promoviert (Scattering of radiation by an electric field). Er war ein enger Mitarbeiter von Robert Oppenheimer (mit dem er Plato in Altgriechisch las) und von Felix Bloch von der Stanford University. Er war auch als Post-Doktorand in Leipzig bei Werner Heisenberg. Mit Bloch löste er das Infrarotproblem in der Quantenelektrodynamik, nach welchem bei der Emission von Bremsstrahlung der Streuquerschnitt aufgrund der verschwindenden Masse der Photonen divergiert. Bloch und Nordsieck zeigten, dass dies nur ein Scheinproblem der verwendeten Störungstheorie war. Diese Lösung ist nach beiden als Bloch-Nordsieck-Theorem benannt. 1947 bis 1961 war er Professor an der University of Illinois at Urbana-Champaign. Später war er bei der General Research Corporation in Santa Barbara, wo er Leiter der Abteilung Physik war.
Er baute 1950 einen Analogrechner (Differential Analyzer) an der University of Illinois (aus Elektronikteilen im Wert von 700 Dollar, die aus der Hinterlassenschaft des Zweiten Weltkriegs stammten) und einen weiteren, der der erste Computer des späteren Lawrence Livermore National Laboratory wurde.
1953 entwickelte er das elektrostatisch aufgehängte Gyroskop (ESG, electrostatically suspended gyroscope), das dann von Honeywell und anderen Firmen produziert wurde und als Navigationsinstrument unter anderem in Atom-U-Booten eingesetzt wurde. Ebenfalls für die US Navy schlug er das Cornfield System vor, ein  computergestütztes Entscheidungssystem, das Radardaten für die Flugabwehr auf Schiffen auswertete.
Er war auch ein Pionier der Computersimulation und löste in den 1960er Jahren mit B. L. Hicks  die volle nichtlineare Boltzmanngleichung in verschiedenen Nichtgleichgewichtsproblemen der Gasdynamik. Nordsieck veröffentlichte auch Arbeiten zur numerischen Mathematik.
Er war 1955 Guggenheim Fellow.
Zu seinen Doktoranden zählt Erwin Hahn (1949).